# Kuytun
Kuytun (en chino: 奎屯) es una localidad de China, en la región autónoma de Xinjiang.
Se encuentra a una altitud de 478 m sobre el nivel del mar. 

## Demografía
Según estimación 2010 contaba con 257485 habitantes.